# Томаш Кушчак
Томаш Кушчак (пољ. Tomasz Kuszczak; Кросно Оджањске, 20. март 1982) је пољски фудбалски голман. Био је члан фудбалске репрезентације Пољске на Светском првенству у фудбалу 2006.
Каријеру је започео у вроцлавском клубу Сласк Вроцлав, потом је отишао у Немачку где тренирао у КФЦ Уердиген и у Херти из Берлина. Међутим у берлинском клубу није одиграо ниједан првенствени меч тако да 2004. године је прешао у Вест Бромич. У енглеском тиму се изборио за место у првој постави и многи га сматрају за најбољег голмана Премијер лиге. Његова интервенција од 15. јануара 2006. при крају меча против Виган атлетика је проглашена за догађај сезоне од стране гледалаца ББЦ. Ипак у сезони 2005/06 његов тим није успео да се одржи у Премијер лиги.
Више пута је био члан репрезентације Пољске у млађим категоријама, првак Европе у категорији до 18 година, 2001. У сениорској репрезентацији дебитовао је 11. децембра 2003. у мечу са Малтом.